# 五味克夫
五味 克夫（ごみ よしお、1924年11月17日 - 2023年10月10日）は、日本史学者、鹿児島大学名誉教授。

## 略歴
愛知県豊橋市生まれ。1950年東京大学文学部国史学科卒業。1955年旧制大学院修了。日本常民文化研究所研究員、開成学園高等学校教諭、鹿児島大学文理学部助教授、同大学法文学部助教授・教授を務め、1990年定年退官、名誉教授となり、鹿児島女子大学教授を務めた。鹿児島県史料編さん顧問。2002年、勲三等旭日中綬章を受章。

## 著書
- 『鎌倉幕府の御家人制と南九州』戎光祥研究叢書 戎光祥出版 2016
- 『南九州御家人の系譜と所領支配』戎光祥研究叢書 戎光祥出版 2017
- 『戦国・近世の島津一族と家臣』戎光祥研究叢書 戎光祥出版 2018

### 編纂・監修
- 『鹿児島県史料拾遺 第1 加治木本田文書』向山勝貞共編 鹿児島県史料拾遺刊行会 1964
- 『鹿児島県史料拾遺 第10 志布志大慈寺文書,長島千竈文書』編 鹿児島県史料拾遺刊行会 1968
- 『鹿児島県史料拾遺 16 田代家文書考』田島秀隆, 桑波田興共編 鹿児島県史料拾遺刊行会 1974
- 『奇跡の至宝「島津家文書」 薩摩七〇〇年の歴史が見える』鹿児島県歴史資料センター黎明館企画・編集, 芳即正共監修. 鹿児島県歴史資料センター黎明館 2000

## 論文
- ＜五味克夫